# Dennstaedtia punctilobula
Dennstaedtia punctilobula is een varen uit de adelaarsvarenfamilie (Dennstaedtiaceae).
Het is een soort uit Noord-Amerika die, net als de adelaarsvaren, dikwijls in grote kolonies voorkomt.

## Naamgeving enetymologie
- Synoniem: Nephrodium punctilobulum Michaux 1803
- Engels: Hay-scented fern, eastern hay-scented fern
- Frans: Dennstaedtie à lobules ponctués

Dennstaedtia is vernoemd naar de Duitse botanicus August Wilhelm Dennstaedt (1776-1826). De soortaanduiding punctilobula is afkomstig van het Latijnse 'punctum' (doorprikt) en het Oudgriekse 'λοβός', lobos (lob of lel).

## Kenmerken
Dennstaedtia punctilobula heeft een lange, dunne, kruipende rizoom. De bladen staan gegroepeerd en zijn tot 1 m lang en 30 cm breed, lancetvormig van vorm met licht versmalde basis en spitse top, geelgroen tot lichtgroen gekleurd, tweevoudig geveerd, en aan beide zijden bezet met zachte, zilvergrijze haren. Er is geen onderscheid tussen vruchtbare en onvruchtbare bladen.
De bladsteel is geel of bruin, donker aan de basis, ongeveer half zo lang als de bladschijf, eveneens met korte, zachte haren bezet. De pinnulae of bladslipjes zijn ovaal tot lancetvormig, diep gelobd en de randen gekarteld. De bladen geven bij kneuzing een hooiachtige geur af.
De sporenhoopjes zijn rond of cilindrisch en liggen op de onderzijde van de blaadjes. Ze worden afgedekt door een eveneens rond of cilindrisch dekvliesje.

## Habitaten verspreiding
Dennstaedtia punctilobula is een terrestrische varens die in kolonies groeit. Hij komt vooral voor op zure bodems, zoals op stenige plaatsen, graslanden, bossen en wegbermen , van zeeniveau tot 1200 m hoogte.
De varen is inheems in oostelijk Noord-Amerika, van Newfoundland in het oosten tot Wisconsin en Arkansas in het westen, en zuidelijk tot in de Appalachen en noordelijk Alabama, maar is vooral abundant in het oosten van zijn verspreidingsgebied.